# ファルネシルジホスファターゼ
ファルネシルジホスファターゼ(Farnesyl diphosphatase、EC 3.1.7.6)は、以下の化学反応を触媒する酵素である。
(2E,6E)-ファルネシル二リン酸 + 水{\displaystyle \rightleftharpoons }(2E,6E)-ファルネソール + 二リン酸
従って、この酵素の基質は(2E,6E)-ファルネシル二リン酸と水の2つ、生成物は(2E,6E)-ファルネソールと二リン酸の2つである。
この酵素は加水分解酵素、特に二リン酸モノエステル加水分解酵素に分類される。系統名は、(2E,6E)-ファルネシル二リン酸 ジホスホヒドロラーゼ((2E,6E)-farnesyl-diphosphate diphosphohydrolase)である。他に、FPP phosphataseとも呼ばれる。この酵素は、非環式セスキテルペンの生合成に関与している。